# 黒馬物語
『黒馬物語』（くろうまものがたり、英：Black Beauty: The Autobiography of a Horse）は1877年11月24日に出版されたイギリスの女流作家アンナ・シュウエルの生涯唯一の小説で、同時に代表作にもなった。シュウエルが病気療養中であった1871年から1877年にかけて執筆され、シュウエルは翌1878年に没している。
主人公である馬のブラック・ビューティーによる一人称形式の物語である。イギリスの牧場で生まれ育った気楽な仔馬時代に始まり、ロンドンでの辛い馬車馬生活を経て、田舎の牧場で静かな老後を送っている主人公の自叙伝的な小説である。
主人公には数多くの苦難に出会い、また馬に対する虐待や親切を受けたエピソードを数多く述べている。各々の短い章は主人公の人生に訪れた事件を語っているが、それらから馬への思いやり、共感、待遇への理解を説いた教訓として含まれており、作者であるシュウエルの馬の行動に対する詳細な観察と描写により多くの現実味を帯びた作品となっている。

## あらすじ
舞台は19世紀後半のイギリス。牧場で生まれた美しい黒馬ブラック・ビューティーは母馬や牧夫の愛情を受けて育まれた。やがて人間の手により調教を受け、ゴードン家の厩舎で主人の馬車馬や乗用馬として使役されることになる。気難しいが美しい栗毛の牝馬ジンジャー、小さいけれど利口なポニーのメリーレッグス、未熟な厩務員見習いの少年ジョーといった仲間に囲まれ、休暇の際は広大で緑豊かな放牧地で仲間達と楽しい時間を過ごしていた。
やがてゴードン一家が屋敷を手放して移住することになると、残された馬や厩舎の人々は散り散りになり、ブラック・ビューティーも数々の人手に渡っていく。
そしてメリーレッグスは牧師に売られ、ビューティーとジンジャーは300ポンドでW伯爵の元に売られることになった。ゴードン邸の3 - 4倍の広さというW邸では伯爵夫人に手厳しく扱われ、やがて傷ついたビューティーは今度は貸し馬屋に売られることになった。
次いでロンドンの辻馬車屋ジェリーに買われ、都会の喧騒な暮らしながらも馬も大切にするジェリー一家のために働いた。ある時街角ですっかり痩せ細り、精根尽き果てながらも馬車を曳いていたジンジャーに出会った。それからしばらくしてジンジャーの遺体を曳いた馬車がビューティーの前を通り過ぎていった。「さらば、愛しきものよ」。
ジェリーもやがて体調を崩し辻馬車屋を引き上げることになり、ビューティーは穀物商人の元で重荷を曳かされた。次いで再び辻馬車屋に売られ、過労でビューティーもとうとう倒れこんでしまったが、馬市に売られることになり、わずか5ポンドで心ある農場主のサラグッドに買われた。回復したビューティーに余生を送らせるべくサラグッドは知り合いに譲ることにした。そこでの厩務員は新しく入ってきた老馬に見覚えがあった。「この馬はブラック・ビューティーにそっくりだな。彼はいま頃、どうしているんだろう」。そう、厩務員はゴードン家の少年・ジョーだったのである。老馬がビューティーと気が付いたジョーに最後の住処を与えられ、悠々自適の暮らしを送りながら、ビューティーは時々ジンジャーやメリーレッグスと楽しく過ごしていた昔を思い出すのであった。

## 背景
19世紀後半のイギリスはモータリゼーション以前、蒸気機関車こそ登場していたが交通手段としては馬が主流だった時代である。作中に登場する貸し馬屋は現代でいうならばレンタカー、辻馬車はタクシー、乗合馬車は乗合バスといった具合である。また荷物の運搬や農耕用、そして軍用として馬は欠かせない存在であったが、同時に馬に対する扱いについても多くの問題が生じていた。当時のロンドンは既に過密状態で、渋滞や交通事故も少なくなかったという。
若くして足が不自由となった作者は、父の送り迎えに馬車を多用したが、その頃から馬への関心を深めたとされる。また母マリー・ライト・シュウエル（1797年 - 1884年）は児童向け福音書のベストセラー作家であったため、アンナは若い頃から編集を手伝っていたことも執筆へのきっかけとなっている。
シュウエルは「この小説には馬への思いやり、共感、待遇への理解を説いた特別な狙いがある」と述べている。またこの作品は作者が以前に読んだホレース・ブッシュネル（1802年 - 1876年）の著書『動物についてのエッセイ』に影響を受けたとされる。

## 評価・影響
シュウエルは出版の5ヵ月後に死亡したが、小説は即座にベストセラーとなり、存命中にこの小説の成功を認めるには十分な期間があった。働く動物の窮状に対する作者の同情的な描写は、動物の権利保護に対する関心への大きな発露につながり、特に「止め手綱」の習慣の廃止に尽力したとされる。
馬の立場から見た世界を自叙伝形式によって馬の人生を物語るという、文学的にも新たな手法であった。この作品の成功について旋丸巴は特筆すべき2点として、馬による一人称形式が用いられた点、動物としては馬特有とされる流浪の生涯を描ききった点を挙げている。
小説は当初は児童向けではなく、馬に携わった人々を読者に捉えていた。しかしながら間もなく、児童向けの教育的な古典小説とされた。動物の権利保護を表面上示唆しながらも、人々を思いやり、同情と尊敬の念をもって待遇する方法についての寓意的な教訓を含んでいる。後に発行された学生版では、さらに学習的な問題として各々の章において道徳的なテーマが強調されている。
マーガレット・ブラウントは著書『アニマルランド』において黒馬物語を「最初の本当の動物小説」、「古今でもっとも有名で愛されている動物の本」、そして「おそらく最後の教訓的な物語」と述べている。スーザン・チッティは黒馬物語の3000万部以上の売り上げから「おそらくこれまでに最も成功した動物物語」としている。

## 登場人物

### 馬
- ブラック・ビューティー / ブラック・オースター / ジャック / ダーキー

物語の語り部である主人公。名前が四つあるのは馬主（所有者）によって違う名前を与えられたからである。美しい黒馬で、境遇にかかわらず人間に貢献するために、常に最善を尽くす。
- ダッチェス / ペット

ビューティーの母。良き母馬だがビューティーが大きくなると別れることになる。
- ロブ・ロイ - ビューティーの兄。同じ牧場にいたが、ビューティーには後で兄と知らされることになる。
- ジンジャー - 栗毛の牝馬。人間を噛む癖があるため「活気がある人」という意味のジンジャーと名付けられた。手荒く躾けられたために攻撃的である。
- メリーレッグス - 人間にも馬にも礼儀正しい、小柄でハンサムなポニー。
- キャプテン - 戦争で恐ろしい目にあった元軍馬。

### 人間
- 牧夫グレイ - ビューティーの最初の所有者。
- 大地主ゴードン - バートウィック公園の所有者でジョン、ジェームス、ジョーを雇っている。良き騎乗者でもある。
- ジョン・マンリー - ゴードン邸の厩舎長。
- ジェームス・ハワード - ゴードン邸で働く厩務員少年。
- ジョー・グリーン - ゴードン邸で働く厩務員見習いの少年。
- W伯爵 - 本名不明の貴族。ビューティーを馬車馬として使役する。
- ルーベン・スミス - ハンサムで魅力的であるがアルコール使用障害の青年。
- ジェリー・バーカー - 辻馬車馬としてビューティーを所有する親切な男。別名エレミヤの客引き。キャプテンの馬主でもある。
- ジェークス - 仕事のためビューティーに重い荷物を運ばせる男。
- ニコラス・スキナー - 激務と虐待によって馬をすり減らす冷酷な辻馬車の御者。
- 農場主サラグッド - 弱っていたビューティーを助け出した親切な馬主。

## 書籍
- シュウエル：著、足沢良子：訳 『黒馬物語』 ぎょうせい 1982年 ISBN 9784324043332
- アンナ・スウエル：著、久米譲：訳 『黒馬物語』 講談社 1984年 ISBN 9784061807174
- アンナ・シューエル：著、阿部和江：訳 『黒馬物語 BLACK BEAUTY』 文園社 2003年 ISBN 9784893361882
- アンナ・シューウェル ：著、三辺律子：訳 『黒馬物語』 光文社古典新訳文庫 2024年

また英語版ウィキソースに原文（s:en:Black Beauty）が収録されている。

## 映像化作品
黒馬物語は何度か映像化されている。

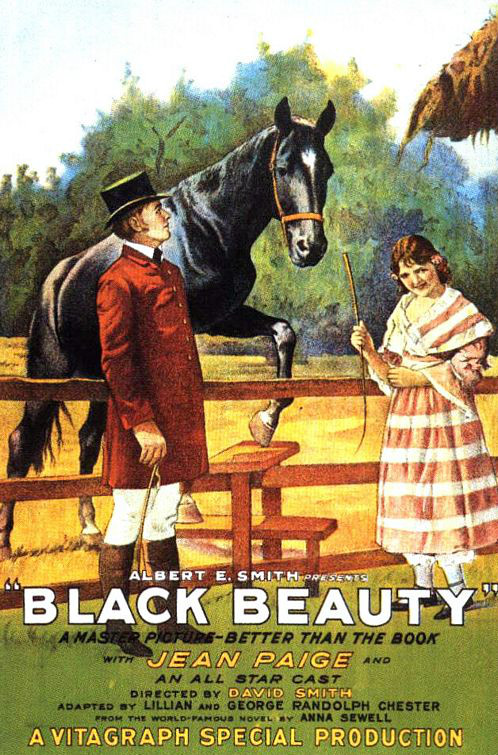
1921年の映画のポスター

- 黒馬物語 (1921年の映画)（英語版）（英：Black Beauty）
- 黒馬物語 (1946年の映画)（英語版）（英：Black Beauty）
- 黒馬物語 (1970年の映画)（英語版）（英：Black Beauty）
- 黒馬物語 (テレビドラマ)（英語版）（英：The Adventures of Black Beauty）

日本でも1970年代にNHKで放送された。現在の視聴は難しい。
- 黒馬物語 (1994年の映画)（英：Black Beauty）

日本では劇場公開されていないが2003年にDVD版が発売されている。本作品は比較的原作に忠実である。
- ブラック・ビューティー

ディズニープラスで2020年12月18日から独占配信された映画。
以下の2作はアニメ作品。
- 黒馬物語 (1978年の映画)（英語版）（英：Black Beauty）
- 黒馬物語 (1987年の映画)（英語版）（英：Black Beauty）

## 影響を与えた作品
- 『ビューティフル・ジョー』 - 黒馬物語の影響を受けて1893年に出版された犬物語のベストセラー小説。
- プーリン・トンプソン姉妹は黒馬物語の続編小説『ブラック・ビューティー一族』、『ブラック・ビューティー一家』を書いている。
- スパイク・ミリガンは黒馬物語のパロディ小説『スパイク・ミリガンの黒馬物語』を1996年に書いている。

## その他
- ブラック・ビューティーの品種について阿部和江は、作中で祖父がニューマーケットの競馬で優勝したことがあるとされているが、ビューティー自身は競馬には出走しておらず、兄ロブ・ロイが狐狩りに使われていたことからサラブレッドに他の品種を掛け合わせたハンター種と呼ばれる狩り用の馬種の総称ではないかと推測している[5]。
- F1マシン、ロータス・79の別名「ブラック・ビューティ」はこの作品にちなんでいる[6]。